# Eesti.pl
Eesti.pl – Estonia onLine – Eesti.pl – czasopismo elektroniczne poświęcone Estonii i turystyce.

## Historia
Czasopismo rozpoczęło działalność w 2003 roku, jako serwis hobbystyczny poświęcony Estonii składający się z działów ogólnych poświęconych turystyce, historii, geografii i wydarzeniom bieżącym. W 2004 roku serwis został objęty patronatem Ambasady Republiki Estonii w Warszawie oraz współpracuje ze Stowarzyszeniem na rzecz promocji Estonii – ProEstonia.
W maju 2005 serwis uzupełniono o dział poświęcony filologii estońskiej, m.in. z kursem języka estońskiego, słownikiem języka estońskiego i biblioteką utworów twórców estońskich.
W lipcu 2009 roku serwis został zarejestrowany jako czasopismo w Sądzie Okręgowym w Białymstoku oraz otrzymał numer ISSN.
Serwis jest największym portalem poświęconym Estonii w polskim Internecie. Serwis posiada także wersję anglojęzyczną.

## Stałe działy
| - Estonia – ogólne informacje na temat Estonii z kategorii historia, podróże, geografia, polityka - Filologia – język i literatura - Kultura – informacje dotyczące kultury oraz bieżących wydarzeń |

## Zespół redakcyjny
- Kazimierz Popławski – redaktor naczelny